# Dark Crimson
Dark Crimson (ダーククリムゾン, dāku kurimuzon) est un seinen manga de Satoshi Urushihara. Il a été prépublié dans le magazine Monthly Magazine Z de l'éditeur Kōdansha et a été compilé en un total de quatre volumes. Les trois premiers volumes ont été édités en version française par Pika Édition.

## Synopsis
Une horde de démons (les "clients") veut utiliser les humains (les "crimsons") comme du bétail pour se nourrir. Un enfant mi-homme mi-démon (donc vampire), nommé Sion, lutte contre les "clients" aux côtés de Lain, une femme avec laquelle il a fait un pacte de sang.

## Vocabulaire
- Client : Démons
- Crimson : Humain
- Vampire : Hybride issu de l'union d'un crimson et d'un client

## Personnages
Sion est un Vampire qui combat les "clients". Il peut faire de la femme de son choix son "instrument". Pour cela, il doit former avec elle un pacte de sang, et consommer à la fois son sang et son corps. Être l'instrument du vampire signifie devenir (littéralement) son armure lors de combats. Une femme liée à un vampire par le pacte porte un sceau qui témoigne de l'engagement.
Lain est l'amoureuse de Sion et son Instrument. Elle a acquis à ce titre maints pouvoirs qui permettent de combattre les "clients".
Helen est une jeune fille que Sion et Lain rencontrent dans le premier volume et qui devient l'instrument de Sion après avoir été manipulée par des "clients". Sion, Lain et Helen entament de ce fait une relation en trio. Helen étant novice, elle ne sait pas encore se servir des pouvoirs.

## Mangas

### Volume 1
- Première nuit : L'ange de la mort rouge.
- Deuxième nuit : Quand la mort s'abat sur la ville
- Troisième nuit : Les dieux des ténèbres
- Quatrième nuit : L'offrande aux ténèbres
- Cinquième nuit : Le tranchant des larmes
- Sixième nuit : Le chevalier ailé de noir
- Septième nuit : Le manoir des sacrifices
- Huitième nuit : Lien de sang
- Neuvième nuit : Ce lieu que je connais, I

### Volume 2
- Dixième nuit : Ce lieu que je connais, II
- Onzième nuit : Souvenir de sang
- Douzième nuit : Lien de sang
- Treizième nuit : Quand commence la nuit qui ne finit jamais
- Quatorzième nuit : La cérémonie
- Quinzième nuit : La promise du vampire
- Seizième nuit : Le lieu de la fin et du commencement...
- Dix-septième nuit : Ceux qui naissent des ténèbres
- Dix-huitième nuit : Un nouveau pouvoir
- Dix-neuvième nuit : Revenir des ténèbres

### Volume 3
- Vingtième nuit : Un nouveau départ
- Vingt et unième nuit : Chevalier déchu, I
- Vingt-deuxième nuit : Chevalier déchu, II
- Vingt-troisième nuit : Appel des ténèbres
- Vingt-quatrième nuit : Cité dans la brume
- Vingt-cinquième nuit : L'homme au regard noir
- Vingt-sixième nuit : L'épée du pardon
- Vingt-septième nuit : Un nom tant aimé
- Vingt-huitième nuit : Ville interdite, I
- Vingt-neuvième nuit : Ville interdite, II
- Trentième nuit : Masque à deux faces
- Trente et unième nuit : Rituel de sang, I
- Trente-deuxième nuit : Rituel de sang, II